# فلاویا لاتانزی
فلاویا لاتانزی (ایتالیایی: Flavia Lattanzi) (زاده ۴ اکتبر ۱۹۴۰) یک وکیل و قاضی اهل ایتالیا است.وی از ژوئیه ۲۰۰۷ تا ۳۱ مارس ۲۰۱۶ از قاضیان دادگاه بین‌المللی کیفری یوگسلاوی سابق بود.